# Bataille de Valmy
Pour les articles homonymes, voir Valmy.
Première Coalition
Batailles
La bataille de Valmy, également appelée bataille ou affaire du camp de la Lune, est une bataille des guerres révolutionnaires de la fin du XVIIIe siècle. Il s'agit de la première victoire décisive de l'armée française pendant les guerres de la Révolution qui éclatent après le renversement de la monarchie des Bourbons. Elle se déroule le 20 septembre 1792, lorsqu'une armée prussienne, commandée par le duc de Brunswick, essaya de marcher sur Paris et rencontra l'armée française en Lorraine. Les généraux François Christophe Kellermann et Charles François Dumouriez, à la tête de l'armée renforcée par la garde nationale, réussirent à arrêter l'avancée prussienne près du village de Valmy, situé à l'est de Paris, en Champagne-Ardenne.
Les premiers mois des guerres de la Révolution — plus tard appelée guerre de la Première Coalition —, furent décisifs pour la survie du mouvement révolutionnaire : après la prise des Tuileries, le 10 août 1792, tout le travail constitutionnel effectué depuis 1789 avait été rendu caduc du fait de la déchéance du roi. Il fallait alors élaborer un nouveau système de gouvernement pour la France. Le nouveau gouvernement français était face à une potentielle crise de légitimité : il devait se montrer capable de contenir les élans insurrectionnels des sans-culottes parisiens, capable d'organiser la défense du pays, et en même temps initier un nouveau travail constitutionnel afin de perpétuer le processus révolutionnaire par la formation de nouvelles institutions servant à exprimer le principe de souveraineté nationale proclamé depuis 1789. La victoire à Valmy devint, pour ces raisons, une victoire psychologique décisive pour la Révolution et ses partisans. L'issue de la bataille est considérée comme « miraculeuse » et est présentée comme une « défaite décisive » de l'armée prussienne. Après la bataille, la nouvelle de la victoire engendre, à Paris, un mouvement de joie sans précédent et pousse les députés de l'Assemblée nationale à y voir un signe annonciateur de temps nouveaux : la représentation nationale se sent alors suffisamment revigorée pour proclamer l'abolition de la monarchie en France dès le lendemain de la bataille, le 21 septembre. Dans la foulée, le 22 septembre est prononcé l’avènement de la Première République, l'Assemblée se renomme alors la Convention nationale, avec pour but d'écrire la constitution de la Première République française. Valmy permet donc à la Révolution de se maintenir, démontrant que la nation en armes était désormais capable de se défendre seule, sans son roi. Cette victoire, militairement modeste, témoigne de la capacité des premières institutions révolutionnaires à assurer la survie de la nation comme substance politique. Pour cette raison, la victoire de Valmy est considérée comme l'une des batailles les plus décisives de l'Histoire de France,,.

## Contexte historique
Depuis la déclaration de guerre de l’Assemblée nationale législative à l'Empereur du Saint-Empire, François II (connu aussi sous le titre de François Ier d'Autriche), le 20 avril 1792, les armées françaises accumulent les échecs en Belgique. Certaines unités assassinent leurs officiers et se dispersent. Les forces anti ou contre-révolutionnaires menacent la France : une armée de 150 000 hommes, formée d'une combinaison de troupes de Prusse, d'Autriche, et de Hesse-Cassel, à laquelle se sont joints 20 000 émigrés, s'avance contre la France sur toutes ses frontières de Dunkerque à la Suisse. Elle est sous le commandement du duc de Brunswick, représentant de Frédéric-Guillaume II.
Son objectif est de prendre Paris pour y « libérer » Louis XVI. Le manifeste de Brunswick menace de représailles la ville et l'Assemblée s'il était porté atteinte au roi. Cela provoque la prise des Tuileries : le 10 août 1792, Louis XVI est déclaré « suspendu ».
Le 12 août au lever du soleil, les troupes légères prussiennes pénètrent sur le territoire français. Le 15, l’armée prussienne vient camper entre Sierck et Luxembourg, et le général Clairfayt, à la tête des Autrichiens, coupe la communication entre Longwy et Montmédy. Le 19, 22 000 Autrichiens attaquent à Fontoy le maréchal Luckner. Le 23, après un bombardement de trois jours, Longwy se rend aux Alliés qui marchent alors lentement vers Verdun, indéfendable. Le colonel Beaurepaire qui défend la place, indigné de la lâcheté du conseil municipal qui veut capituler, prend un pistolet et se suicide. Le jeune Marceau, qui voulait comme Beaurepaire s’ensevelir sous les ruines de la ville, finit par se rendre le 3 septembre 1792, après la défaite du 20 août. Il a perdu ses équipages, ses chevaux, son argent.
« Que voulez-vous qu’on vous rende ? » lui demanda un représentant du peuple.
– « Un autre sabre pour venger notre défaite ».
Avec la capitulation de la place forte de Verdun le 2 septembre, la route de Paris est ouverte. Certains ministres songent à quitter la capitale le jour même, mais Danton lance à l'Assemblée : « Pour les vaincre, Messieurs, il nous faut de l'audace, encore de l'audace, toujours de l'audace, et la France est sauvée ».
Les commandants en chef des armées françaises deviennent suspects ; aussi, avant qu’une action sérieuse puisse être entreprise, les trois armées de Rochambeau, de La Fayette et de Luckner sont réparties entre les généraux Dumouriez et Kellermann.

## Campagne précédant la bataille

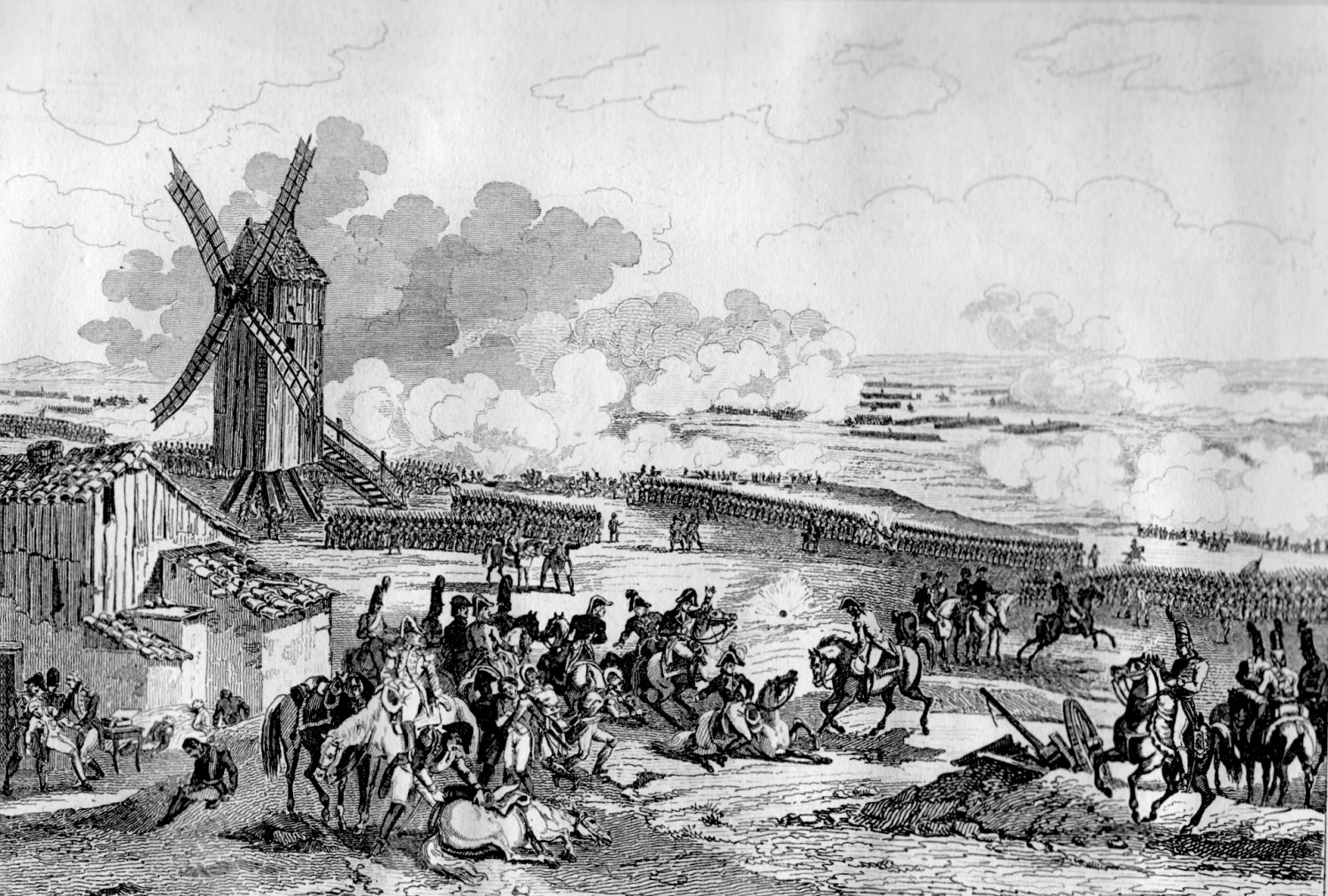
Bataille de Valmy

Le duc de Brunswick mène une campagne méthodique, prudente et lente. Après sa prise de possession, le 2 septembre, de Verdun au nom du roi de France, il y réunit une armée forte de 80 000 hommes. Pressé par les émigrés et par le roi de Prusse, il avance à travers les plaines de la Champagne et marche droit sur Paris. Il s’arrête cependant à quelques lieues de Châlons. Il compte sur l’impréparation des troupes françaises, essentiellement composées de gardes nationaux sans expérience ni entraînement.
Dumouriez, qui entraînait ses nouvelles troupes à Valenciennes avec des engagements fréquents mais réduits[réf. nécessaire] dans le dessein d’envahir les Pays-Bas autrichiens, l'actuelle Belgique, comprend que les Prussiens vont vers Paris, se porte dans l’Argonne par une marche rapide, à courte distance de l’avant-garde prussienne[réf. nécessaire] et barre la route de Paris. Il exploite la difficulté du terrain en faisant barrer les défilés de l’Argonne par des paysans armés. Son objectif est de faire des clairières de l'Argonne un Thermopyles de la France, « mais nous serons plus heureux que Léonidas ». Il enjoint à Kellermann de l’assister depuis Metz[réf. nécessaire]. Kellermann se rapproche lentement[réf. nécessaire] et, avant qu’il n'arrive, l’armée coalisée passe par La Croix-aux-Bois, passage du nord de l’Argonne qui n’était pas gardé. Alors que le ministre de la Guerre Joseph Servan avait ordonné de couvrir la Marne, Dumouriez fait une manœuvre de nuit, sous la pluie, qui regroupe ses troupes en changeant le front pour faire face au nord, avec son aile droite dans l’Argonne et sa gauche s’allongeant vers Châlons-sur-Marne. C'est sur cette position que Kellermann fait sa jonction à Sainte-Menehould le 19 septembre 1792.
Dumouriez campe à une lieue en avant de Sainte-Menehould, sur un plateau peu élevé au-dessus des prairies à droite du chemin qui conduit à Châlons. Cette position s’appuie sur la droite à l’Aisne qui descend de Sainte-Menehould, des prairies marécageuses et un étang en couvrent la gauche. Une vallée étroite sépare le camp des hauteurs de l’Iron et de la Lune où campent les Prussiens. Entre ces deux élévations se trouve un bassin de prairies d’où sortent quelques tertres dont le plus élevé est couronné par le moulin de Valmy. Deux petites rivières séparent cet espace qui rejoignent l’Aisne de part et d'autre de Sainte-Menehould : l’Auve au sud et la Bionne au nord. Le quartier général est placé à Sainte-Menehould à une égale distance du corps d’armée et de l’avant-garde commandée par le général Dillon, sur la rive droite de l’Auve. Un bataillon de troupes de ligne se trouve dans le château de Saint-Thomas. Vienne-le-Château, Moiremont et La Neuville-au-Pont sont occupés par trois autres bataillons d'infanterie et de la cavalerie. Le front du camp est couvert de batteries qui couvrent le vallon dans tous ses prolongements. La gauche du camp se termine sur le chemin de Châlons, la rive droite de l’Auve est laissée à l’armée de Kellermann.
Kellermann, arrivé le 18 septembre à Dampierre-le-Château, y reçoit le soir une dépêche de Dumouriez lui indiquant en arrière et sur la gauche une position excellente, formant équerre avec la sienne, ce qui sera déterminant pour couvrir une attaque sur Kellerman en la canonnant par les flancs depuis les positions de Dumouriez. Le lendemain, Kellermann obéit et fait passer l’Auve à ses troupes. Mais à peine est-il rendu sur l’emplacement désigné par Dumouriez que, frappé par ses inconvénients, il court à Sainte-Menehould pour faire observer au général en chef combien cette position est dangereuse : la gauche destituée d’appui, est soumise aux hauteurs qui descendent du moulin de Valmy. La droite touche un étang qui gêne sa communication avec la gauche de l’armée de Sainte-Menehould. Le ruisseau d’Auve, seule retraite en cas d’échec, est trop rapproché des arrières du camp. Une armée fuyant en désordre s'y retrouverait embourbée. Si les deux armées étaient attaquées, elles seraient battues par le seul fait du terrain. Kellermann prévient Dumouriez qu’il est décidé à repasser l’Auve le lendemain 20 septembre, à la pointe du jour, mais il n’a pas le temps de s'exécuter. L’armée prussienne, instruite de son arrivée et jugeant bien la difficulté de sa position, est déjà en marche pour l’attaquer.
Le duc de Brunswick a en effet passé les défilés du nord et pivoté pour couper Dumouriez de Châlons. La manœuvre prussienne est presque achevée. Kellermann, commandant en l’absence momentanée de Dumouriez, fait avancer son aile gauche et prend position sur le plateau adossé au moulin entre Sainte-Menehould et Valmy.

## Déroulement

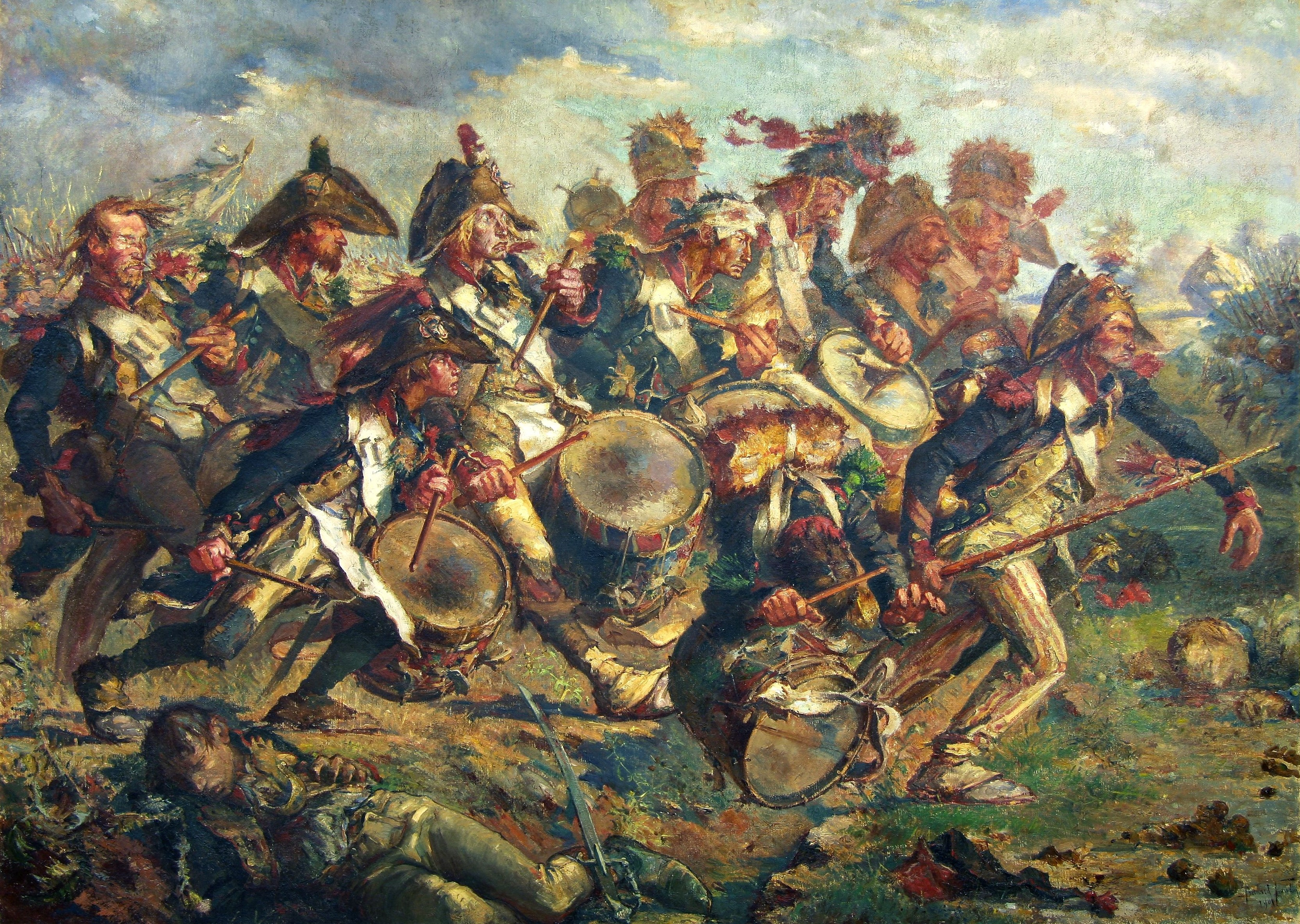
La Charge de Valmy, huile sur toile de Bernard Naudin, 1901, musée Bertrand, Châteauroux.

À trois heures du matin (heure solaire, cinq heures du matin à l'heure actuelle), le 20 septembre, les Prussiens et les Autrichiens sont déjà en mouvement et bientôt l’avant-garde prussienne, commandée par le prince de Hohenlohe-Ingelfingen, rencontre celle du général Kellermann, sous les ordres du général Deprez-Crassier, établie en avant du village de Hans pour éclairer cette partie et couvrir la gauche de l’armée. L’attaque prussienne fait prendre conscience qu’il s’agit d’une affaire sérieuse et non d’une escarmouche d’avant-postes, les coalisés veulent en finir et écraser d’un seul coup les deux petites armées qui s’opposent à leur marche.
L’avant-garde prussienne se porte directement sur Hans, entre la Bionne et la Tourbe, tandis que le gros de l’armée remonte la rivière à Somme-Tourbe suivi des Autrichiens du général Clairfayt.
À la première nouvelle de l’attaque de son avant-garde, Kellermann prend aussitôt ses dispositions pour une bataille en règle : il ordonne de plier les tentes, de prendre les armes et de déblayer la route en arrière en faisant filer les équipages par le grand chemin de Sainte-Menehould. Il n’est plus question de repasser l’Auve, le temps presse.
Jusque vers sept heures, un brouillard épais empêche les deux armées de connaître leurs dispositions respectives. Lorsqu’il se dissipe un peu, l’artillerie commence à tirer de part et d’autre, et le feu se soutient avec vivacité, sans être vraiment meurtrier pour aucun parti. Vers dix heures, Kellermann, placé au centre de la ligne, étudie les manœuvres de l’ennemi lorsque son cheval est tué sous lui d’un coup de canon. Presque dans le même temps, des obus éclatent au milieu du dépôt de munitions et font sauter deux caissons d’artillerie, blessant beaucoup de monde alentour. Dans le désordre ainsi causé, les conducteurs s’enfuient avec d'autres caissons. Faute de munitions, le feu diminue d’intensité. Une partie de l’infanterie opère alors un mouvement de recul et ajoute à la confusion. Kellermann s’y rend en personne, et reprend la première position.
Le duc de Brunswick, voyant que le feu de son artillerie n’a pas réussi à ébranler les troupes françaises, veut essayer une attaque de vive force. Vers les onze heures, le feu de ses batteries redouble. Il forme trois colonnes d’attaque soutenues par la cavalerie. Les deux colonnes de gauche se dirigent sur le moulin de Valmy, la droite se tenant à distance. Ces attaques en ordre oblique sont la tactique habituelle des Prussiens.
Kellermann comprend que dans cet état d’esprit, il n’est pas non plus possible de maintenir la discipline tout en restant statique. Aussi, il ordonne d’avancer. Il dispose son armée en colonnes par bataillon. Quand elles sont formées, il les parcourt et leur adresse cette courte harangue : « Camarades, voilà le moment de la victoire ; laissons avancer l’ennemi sans tirer un seul coup de fusil, et chargeons-le à la baïonnette ».
L’armée, pleine d’enthousiasme et déjà aguerrie par une canonnade de quatre heures, répond aux paroles de son général par des cris multipliés de : « Vive la nation ! » Kellermann lui-même, alors que, soufflé par l'explosion d'un caisson de munitions français, il est tombé de cheval, met son chapeau au bout de son sabre et répète : « Vive la nation ! » en passant devant les troupes sur un nouveau cheval. En un instant, tous les chapeaux sont sur les baïonnettes et un immense cri s’élève de tous les rangs de l’armée. La clameur dure près d'un quart d’heure, est reprise d’un bout à l’autre de l’armée et renaît sans cesse, atteignant une force « qui faisait trembler le sol ».
Ces mouvements, cet enthousiasme, annoncent une armée qui brûle de combattre. L’ennemi s’étonne, ses colonnes s’arrêtent : « La victoire est à nous ! » crie Kellermann, et l’artillerie française redouble son feu sur les têtes de colonnes prussiennes. Devant tant de détermination, le duc de Brunswick donne le signal de la retraite.
Le feu continue jusqu’à quatre heures de l'après-midi. Encore une fois l’ennemi reforme ses colonnes et essaie une nouvelle attaque. Mais la bonne contenance de l’armée française, son ardeur manifestée par de nouveaux cris, suffisent à l’arrêter une seconde fois. Vers sept heures du soir, les coalisés regagnent leurs premières positions, laissant aux Français le champ de bataille. Le lendemain, 21 septembre, Kellermann, dont la position, malgré la retraite de l’ennemi, n’en est pas moins hasardeuse, s’établit sur les hauteurs de Voilemont, son front couvert par l’Auve et sa droite appuyée sur la gauche de Dumouriez.
La bataille est marquée surtout par une intense canonnade (les 36 canons français tirent 20 000 boulets) au cours de laquelle la nouvelle artillerie française créée par Gribeauval montre sa supériorité. Les deux armées ont assisté à la bataille sans vraiment y prendre part. Dumouriez a pris toutes ses dispositions pour venir au secours de Kellermann en cas d’échec, ou pour prendre part à l’affaire si elle devenait générale. Clairfayt s’est contenté de montrer trois têtes de colonnes vers Valmy et Maffrievart pour tenir les Français dans l’incertitude et menacer en même temps la tête du camp de Sainte-Menehould et les arrières de la droite de Kellermann. Avec ses Austro-Prussiens, le duc de Brunswick était si sûr de vaincre, qu’il avait cru pouvoir se passer de l’assistance efficace de Clairfayt et des Autrichiens.
Il y a finalement 300 morts côté français, 184 chez les Prussiens.

## Portée stratégique et conséquences

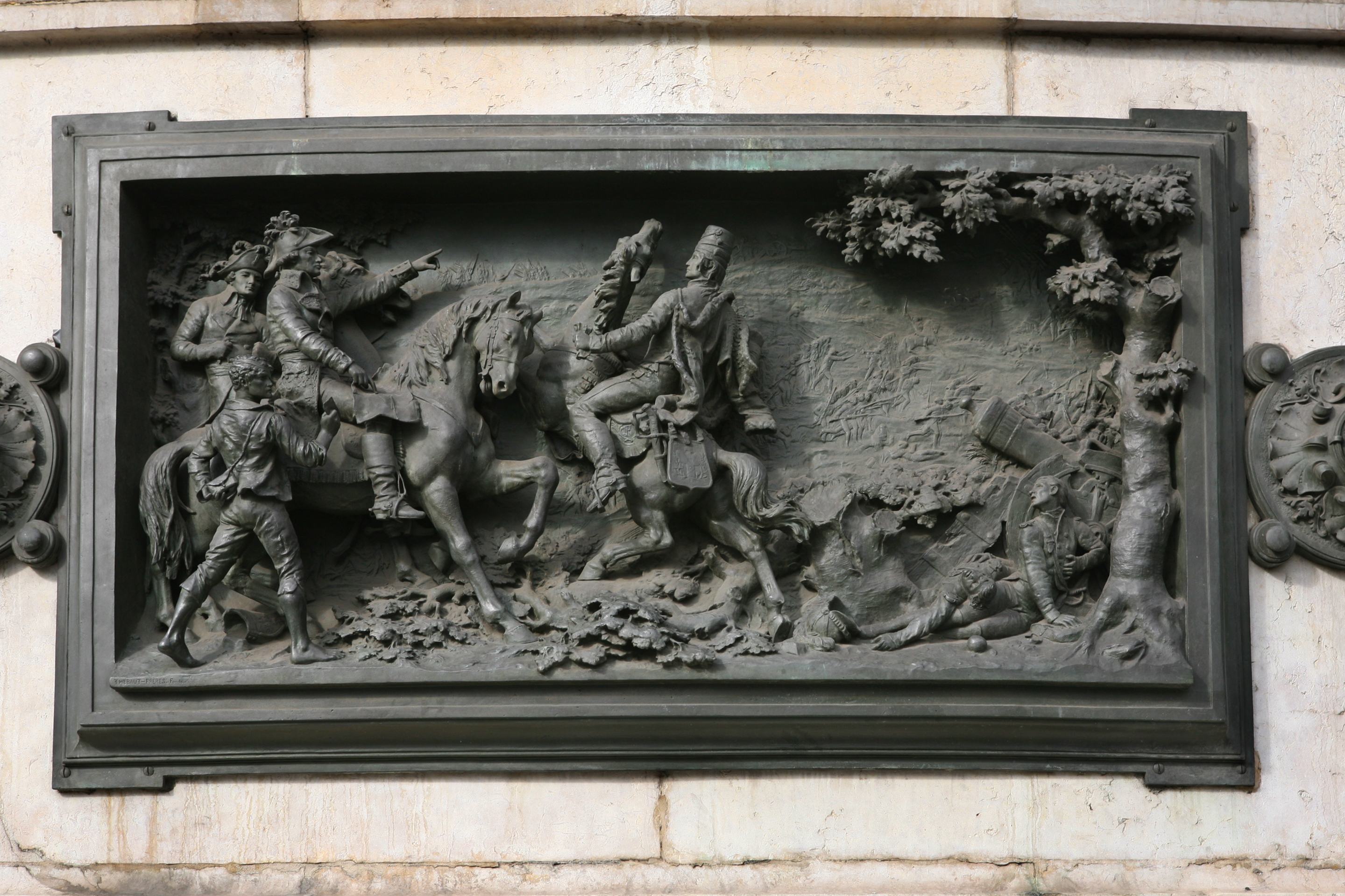
Bataille de Valmy, haut-relief en bronze de Léopold Morice, monument à la République, place de la République, Paris, 1883.

La retraite des Prussiens étonne bien des observateurs. Quelques jours plus tôt, l’invasion de la Pologne par la Russie et l’Autriche a aussi commencé ; or la Prusse a besoin de son armée pour participer au partage. A-t-elle délibérément choisi de négocier ? Les suppositions vont bon train : le duc de Brunswick n’aurait-il pas été acheté par Georges Danton avec les diamants de la couronne royale de France, volés quatre jours plus tôt (16 septembre 1792) au Garde-Meuble de la Couronne ? On envisage ainsi une négociation entre Dumouriez et Brunswick (absent au début de l'engagement qui n'aurait été qu'un simulacre), voire un accord entre le général Kellermann et le duc de Brunswick, tous deux de la même obédience maçonnique.
La bataille est donc parfois présentée, surtout après la disgrâce de Dumouriez, comme une simple canonnade pendant laquelle ces tractations occultes et la vigueur citoyenne auraient fait reculer une armée d'invasion troublée par une dysenterie due à la consommation de fruits verts. La victoire est toutefois le résultat des choix du commandement qui permirent de rétablir une situation stratégique compromise et d'une offensive prussienne manquant de soutien logistique.
Avant la bataille, les débris vaincus de troupes françaises inexpérimentées venaient de perdre leurs chefs et leurs places fortes et reculaient devant une armée entraînée, deux fois plus nombreuse[réf. nécessaire], qui n'avait plus d'obstacle sur la route de Paris, pour prendre la ville et y libérer Louis XVI. La défense même de la capitale, retardée par le veto du roi, semblait incertaine, dans le chaos politique de la mise en place de la Convention. La manœuvre de Dumouriez qui concentre ses troupes sur les arrières de l'ennemi, est un choix tactique qui :
- facilite la jonction avec Kellermann ;
- coupe potentiellement l'approvisionnement et les communications de l'armée d'invasion ;
- permet de prendre pour terrain de la bataille décisive un plateau favorable au déploiement de l'artillerie, seul point fort des troupes françaises ;
- met les forces françaises dans une situation où il leur suffit de tenir le terrain alors que l'ennemi doit les disperser complètement pour pouvoir poursuivre son mouvement.

Pour Brunswick, poursuivre vers l'ouest en ignorant les armées françaises aurait en effet été dangereux : il aurait pu être pris à revers lors du siège de Paris qu'il allait conduire. Il lui était également impossible de temporiser, car il risquait d'être pris en tenaille par une sortie des Parisiens, sans être ravitaillé. Il lui fallut donc se confronter au plateau choisi par les Français, cas inhabituel d'une armée contrainte au demi-tour après avoir pourtant forcé le passage. N'ayant pas pu disperser les Français, il n'eut d'autre choix que de repasser au nord-est, pour retrouver ses liaisons avec ses arrières. Les troupes de Dumouriez pouvaient alors le poursuivre et être renforcées depuis la capitale par la levée en masse de la nouvelle République.
Plus que la valeur tactique de la défense du plateau (liée surtout à la puissance de l'artillerie), plus même que le caractère du commandement (Kellermann dynamisant des recrues et évitant la panique) ou que l'enthousiasme des troupes (la « clameur de Valmy »), c'est cette manœuvre stratégique qui est à mettre au crédit du général dans ce « miracle de Valmy ».
Le 21 septembre 1792, la nouvelle parvient à Paris. Assurée de la sauvegarde du pays, sûre de sa force, la Convention nationale proclame l'abolition de la royauté, à laquelle se substitue la République. Kellermann passe pour le sauveur de la patrie. 80 000 ennemis, qui avaient marché comme en triomphe, reculent alors et l’armée française inexpérimentée, devant des soldats aguerris et disciplinés, s’aperçoit que le courage et le patriotisme peuvent la rendre redoutable. La bataille de Valmy est donc à l’origine du mythe du citoyen en armes qui fonde la conscription (ou service militaire). Les conséquences de cette bataille furent l’évacuation du territoire français par l’armée coalisée le 22 octobre suivant. Goethe, qui a assisté à la bataille aux côtés du duc de Saxe-Weimar, a affirmé en 1822 avoir prononcé alors ces mots prophétiques : « De ce jour et de ce lieu date une ère nouvelle dans l’histoire du monde ». En réalité cette formule pourrait bien être inspirée d'une phrase contemporaine de Christophe-Frédéric Cotta, complétée par une formule imitée de la rhétorique de Napoléon Bonaparte.

## Personnalités ayant participé à cette bataille

### Du côté des troupes françaises

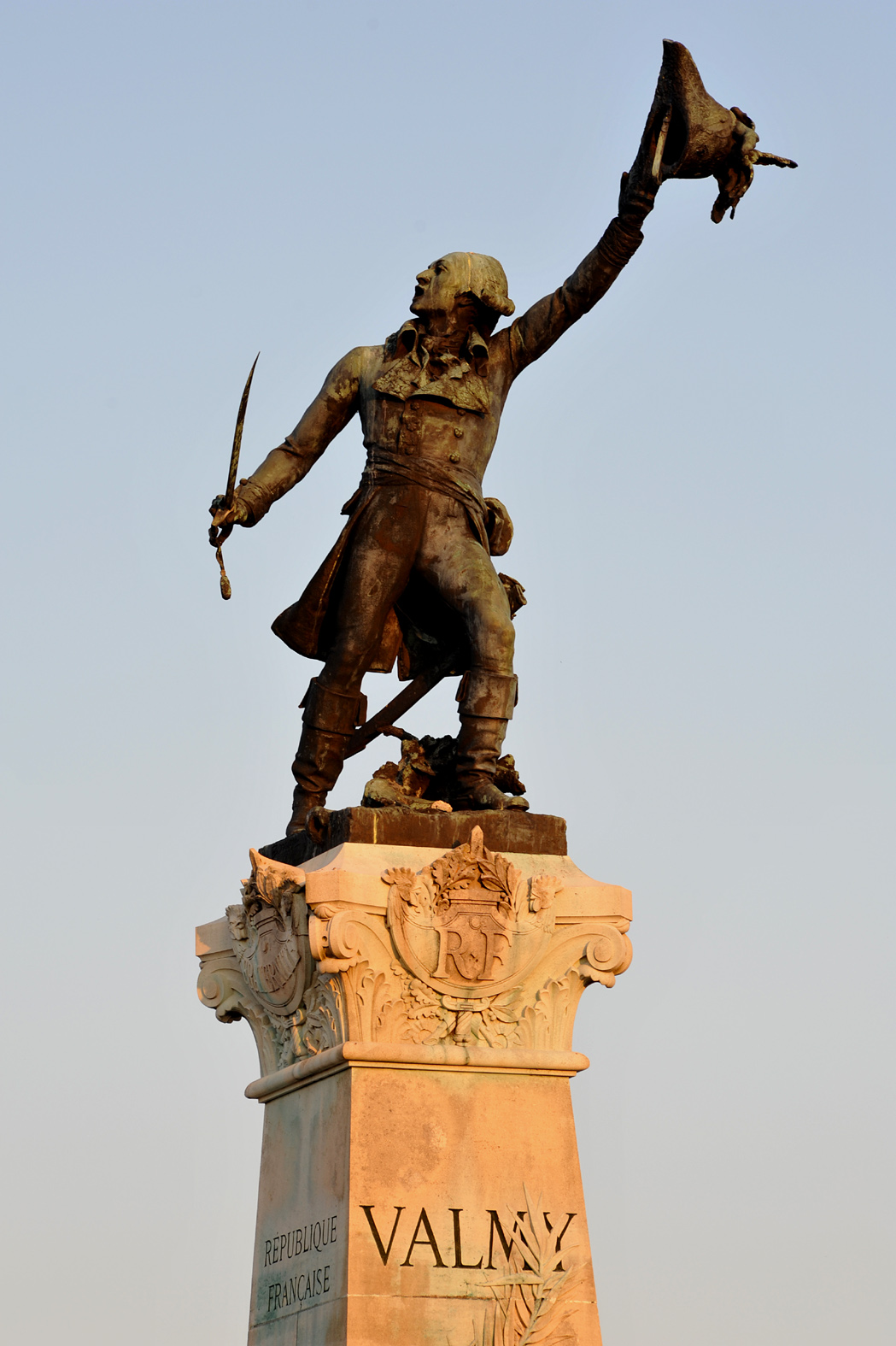
Statue de Kellermann et obélisque à Valmy.

- François Marie d'Aboville (1730-1817), général, commandant l’artillerie.
- Martial Bardet (1764-1837), alors capitaine à la 49e demi-brigade.
- Augustin-Daniel Belliard (1766-1832), capitaine des engagés volontaires, lors de la bataille, au milieu de la canonnade, il transmet d’un corps d’armée à un autre, les ordres de Beurnonville.
- Jean Ernest de Beurmann (1775-1850), alors capitaine.
- Charles François Dumouriez (1739-1823), général, il commandait une partie des troupes.
- Simon Duplay (1774-1827), menuisier et révolutionnaire, membre de la famille Duplay. Il y perd une jambe et est appelé Duplay Jambe de Bois.
- Pierre Dupont de l'Étang (1765-1840), alors adjudant général lieutenant-colonel, il combattit vaillamment.
- Dominique François Xavier Félix (1763-1839), alors adjudant-général, il prit une part glorieuse à la bataille.
- Joseph Diaz Gergonne (1771-1859).
- Paul Grenier (1768-1827), alors capitaine.
- François-Christophe Kellermann (1735-1820), général, il commandait une partie des troupes.
- Pierre Choderlos de Laclos (1741-1803), écrivain français, auteur des Liaisons dangereuses, commissaire au ministère de la Guerre où il a la charge de réorganiser les troupes de la jeune République, grâce à ses activités, il participe de façon décisive à la victoire.
- Francisco de Miranda (1750-1816), militaire vénézuélien, révolutionnaire des indépendances de l’Amérique latine, alors maréchal de camp.
- François Guillaume Barthélémy Laurent (1750-1825), alors capitaine.
- Adelaïde Blaise François Le Lièvre de La Grange (1766-1833), alors colonel.
- Louis-François Lejeune (1775-1848), alors engagé volontaire.
- Nicolas Luckner (1722-1794), est un militaire français d’origine germanique. Maréchal de France en 1791, commandement de l’armée du Nord, il est relevé de ses fonctions puis guillotiné à Paris en 1794.
- Jean-Bernard Gauthier de Murnan (1748-1796), alors colonel.

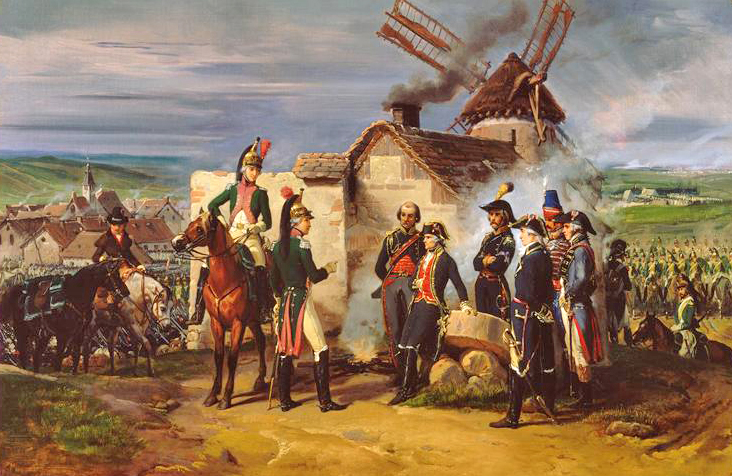
Le Duc de Chartres à Valmy, 1792, Éloi Firmin Féron, 1848, Ministère de la Défense (France). Le duc de Chartres (futur roi) et son frère le duc de Montpensier rendant compte de la bataille de Valmy au maréchal de Rochambeau, près du moulin de Saint-Sauve (20 septembre 1792).

- Louis-Philippe d'Orléans (1773-1850), alors lieutenant-général.
- Antoine d'Orléans (1775-1807), frère du précédent
- Pierre Claude Pajol (1772-1844), alors lieutenant des grenadiers des futures colonnes infernales.
- Auguste Marie Henri Picot, marquis de Dampierre (1756-1793), alors colonel.
- Jacques Marguerite Pilotte de La Barollière (1746-1827), alors maréchal de camp à titre provisoire.
- Gabriel Adrien Marie Poissonnier Desperrières (1763-1852), alors colonel, il commandait 2 500 grenadiers qui firent des prodiges de valeur à la bataille.
- Jean Étienne Philibert de Prez de Crassier dit Deprez-Crassier (1733-1803), général commandant l'avant-garde des troupes françaises.
- Pierre Riel de Beurnonville (1773-1850), alors lieutenant-général, il commandait l’avant-garde de Dumouriez.
- David-Maurice-Joseph Mathieu de La Redorte (1768-1833), alors capitaine.
- Jean Baptiste Donatien de Vimeur, comte de Rochambeau (1752-1821), général, il commandait une partie des troupes.
- Claude Testot-Ferry (1773-1856), alors simple engagé volontaire au 10e régiment de chasseurs à cheval.
- Benjamin Zix (1772-1811), dessinateur au quartier général de la Grande Armée, il a réalisé les croquis de la bataille.
- Eugène-François Vidocq (1775-1857), alors engagé volontaire.

### Du côté des attaquants
- Karl Wilhelm von Tschirschky (1735-1803), Generalmajor, propriétaire du régiment de cavalerie de dragons no 11, député
- Charles-Guillaume-Ferdinand, duc de Brunswick-Lunebourg (1735-1806), général et prince allemand. Il commandait les forces attaquantes.
- Charles Joseph de Croix, comte de Clerfait (1733-1798), il commandait le corps des 12 000 Autrichiens et coupe la communication entre Longwy et Montmédy.
- Louis de Frotté (1766-1800), alors colonel-général des forces émigrées.
- Charles de Mesnard (1769-1842), simple combattant dans la cavalerie émigrée. Dans ses mémoires, il reproche à Brunswick d'avoir refusé la bataille.
- Johann Wolfgang von Goethe (1749-1832), poète, romancier et dramaturge allemand, également scientifique, il est à la bataille de Valmy aux côtés du duc de Saxe-Weimar.

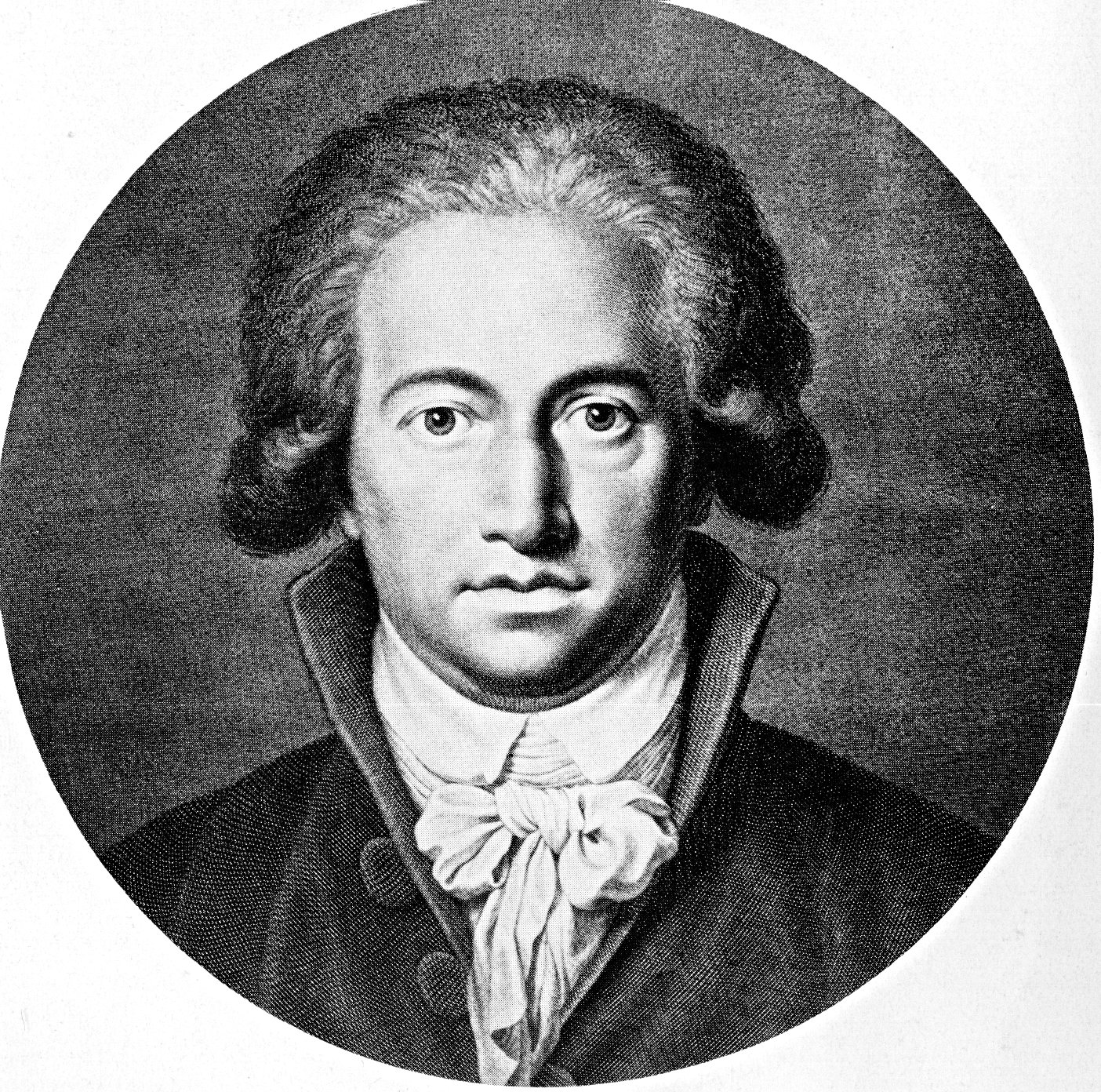
Goethe en 1791.

## Souvenir de Louis-Philippe
Louis-Philippe alors duc d'Orléans, avait combattu avec les armées de la République française à Jemappes et à Valmy. Devenu roi, il tient à démontrer ses sympathies républicaines et commande à Horace Vernet quatre grands tableaux de bataille qui montrent les victoires françaises lors des guerres révolutionnaires et napoléoniennes. Ces tableaux célébrant la gloire militaire française et celle du roi, ont été accrochées au Palais-Royal. Achevées en cinq ans, ils représentent  la bataille de Jemappes (1821), la bataille de Montmirail (1822), la bataille de Hanau (1824) et la bataille de Valmy (1826). Endommagés par un incendie lors de la révolution de 1848, ils ont été restaurés par Vernet lui-même. Ils sont conservés aujourd'hui à la National Gallery à Londres. Une copie agrandie est envoyée à Versailles en octobre 1834.

## Le site et l'architecture

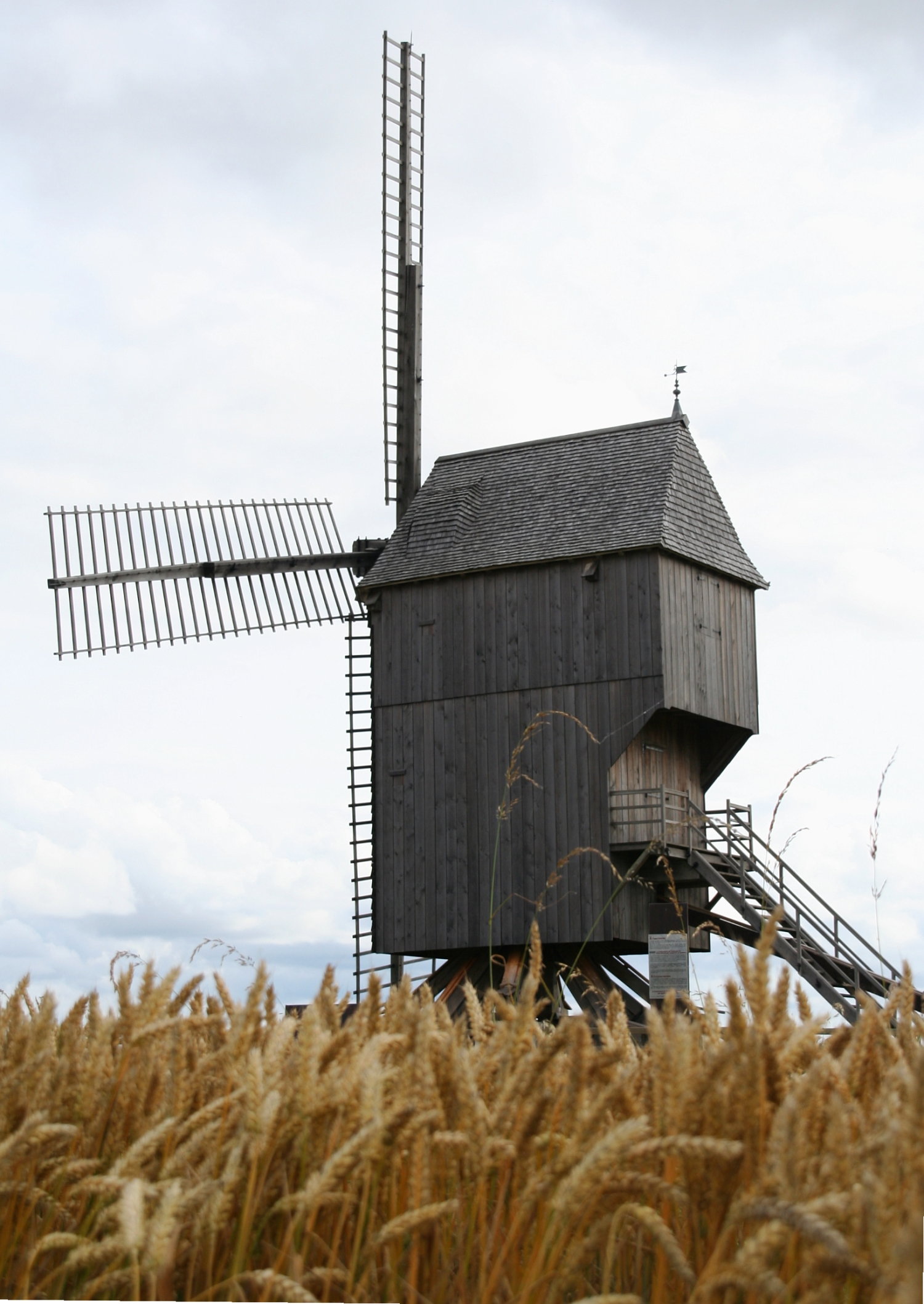
Moulin de Valmy dans les champs à l’été 2007.

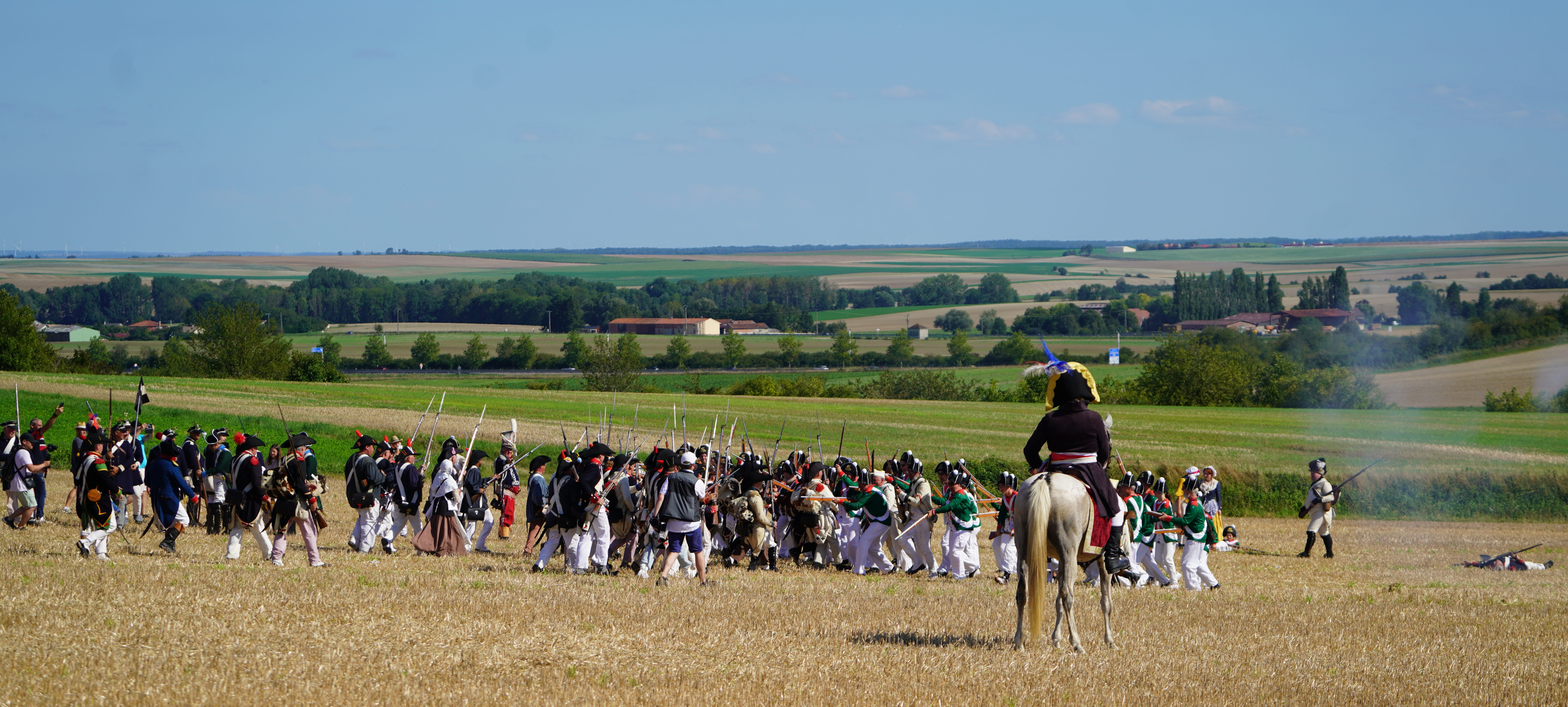
Organisation d'une reconstitution en 2023.

On peut retrouver sur le site un monument à Kellermann représentant le général haranguant ses troupes. Une chapelle a aussi été construite sur le site. Elle renferme les cendres de la princesse Ginetti, arrière-petite-fille du général, qui par ses dons avait permis l’aménagement du site.
En prévision du 150e anniversaire de la bataille, le maire de Valmy, André Procureur, décide de réinstaller un moulin à Valmy grâce à une souscription nationale. Le moulin vient alors d’Attiches. Les travaux, commencés en 1939 sont interrompus par la guerre et une toiture provisoire est installée. Les travaux reprennent après la guerre et le moulin est inauguré le 20 septembre 1947.
Entièrement détruit par la tempête du 26 décembre 1999, le moulin de Valmy a été reconstruit (par l’entreprise Création bois) en 2005 en partie grâce à une souscription lancée par le député-maire (UMP) de Châlons-en-Champagne Bruno Bourg-Broc. Reconstruit dans le style des moulins de Champagne du XVIIIe siècle, le mécanisme de ce nouveau moulin est complet et peut même fabriquer de la farine.
Dans le village de Valmy, la statue du général Francisco de Miranda rappelle l'aide qu'il a apportée durant la bataille. Francisco de Miranda, né à Caracas, s'est battu pour l'indépendance du Venezuela et il espérait trouver en Europe des soutiens politiques et militaires qui l'auraient aidé dans son combat contre la Couronne espagnole. Esprit éclairé, il observe avec intérêt les événements révolutionnaires à Paris et s'engage avec les troupes révolutionnaires pour protéger la nation française. À quelques mètres de la statue de Miranda, le buste de Simón Bolívar rappelle un autre héros du Venezuela qui a participé aux côtés de Francisco de Miranda à la libération du Venezuela. Il n'était pas présent à la bataille de Valmy.
Le Centre historique Valmy 1792 a ouvert ses portes le 8 mars 2014. Située en contrebas du moulin de Valmy, son architecture semi-enterrée est l'œuvre de Pierre-Louis Faloci, grand prix national de l'architecture en 2018. Labellisé Architecture contemporaine remarquable en juillet 2022, le centre propose, par l'intermédiaire d'un parcours architectural très inspiré du cinéma, une visite au cœur de la tourmente révolutionnaire et permet de comprendre les enjeux, le déroulement et les conséquences de cette bataille. Une grande maquette en relief et animée permet de bien comprendre la stratégie imaginée par Charles François Dumouriez.

### Camp de la Lune
Le camp de la Lune est le nom de la position retranchée occupée par l'armée prussienne. Il était situé sur les hauteurs au nord de la route nationale 3 à l'ouest de La Chapelle-Felcourt, de Gizaucourt et de Valmy,. Le roi de Prusse s'étant logé dans un cabaret, une auberge appelée Auberge de la Lune, le bivouac de son armée prit le nom de camp de la Lune,.

## Polémique
L’intention de Jean-Marie Le Pen d’utiliser la mémoire du site pour y lancer sa campagne présidentielle le 20 septembre 2006 crée polémique.
Le président de la Communauté de communes de la Région de Sainte-Menehould, Bertrand Courot, gestionnaire du site, refuse de mettre les lieux à disposition du Front national et de son président et d’y permettre une « récupération ». La protestation est aussi menée par l’association « les Fils de Valmy » ; pour son président Jean Relinger « On peut suspecter que sa venue n’est pas guidée par les idéaux progressistes de Valmy mais par une raison d’opportunisme électoraliste qui bafoue les valeurs républicaines ». « Je ne peux pas l’empêcher de venir. C’est un lieu public », rétorque Patrick Brouillard, le maire de Valmy, 290 habitants. « Et la sécurité en cas de manifestation, c’est du domaine du préfet ».

### Sources primaires
- Campagne du Duc de Brunswick contre les Français en 1792, publiée en allemand par un officier prussien témoin oculaire et traduite en français sur la quatrième édition à Paris chez A.Cl. Forget rue du Four-Honoré, no 487, an III de la République.
- Goethe, La campagne de France : Valmy, no 6, édité par Henri Gautier, Paris, 1896.

#### Ouvrages anciens
- Antoine de Jomini, Histoire critique et militaire des guerres de la Révolution, 1816, éd. Magimel, Anselin et Pochard, Paris.
- Charles Mullié, Biographie des célébrités militaires des armées de terre et de mer de 1789 à 1850, 1852 [détail de l’édition].
- Arthur Chuquet, Les Guerres de la Révolution : 2. Valmy, 1887[26].

#### Études historiques
- Jean-Paul Bertaud, Valmy : la démocratie en armes, Paris, Gallimard, coll. « Archives » (no 39), 1989 (1re éd. 1970, Julliard), 319 p. (ISBN 2-07-028864-1). Édition revue et augmentée : Jean-Paul Bertaud, Valmy : la démocratie en armes, Paris, Gallimard, coll. « Folio. Histoire » (no 215), 2013, 429 p. (ISBN 978-2-07-045186-9).
- Jean-Pierre Bois, Dumouriez : héros et proscrit, un itinéraire militaire, politique et moral entre l'Ancien Régime et la Restauration, Paris, Perrin, 2004, 484 p. (ISBN 2-262-02058-2, présentation en ligne).
- Annie Crépin, « Le mythe de Valmy », dans Michel Vovelle (dir.), Révolution et République : l'exception française, Paris, Kimé, 1994, 699 p. (ISBN 2-908212-70-6), p. 467-478.
- Roger Dufraisse, « Valmy : une victoire, une légende, une énigme », Francia, Sigmaringen, Jan Thorbecke, nos 17/2,‎ 1990, p. 95-118 (lire en ligne).
- Georges Gusdorf, « Le cri de Valmy », Communications, no 45 « Éléments pour une théorie de la nation »,‎ 1987, p. 117-155 (lire en ligne).
- Gérard Lesage, De Valmy à Jemappes, 1792 : premières victoires de la Révolution, Paris, Economica, coll. « Campagnes & stratégies » (no 87), 2011, VIII-146 p. (ISBN 978-2-7178-5975-1, présentation en ligne).
- Élise Meyer, « Valmy, la victoire à contretemps », Annales historiques de la Révolution française, no 402,‎ octobre-décembre 2020, p. 59-81 (ISBN 978-2-20093322-7, lire en ligne).
- Pierre Royer, « Valmy. L'invention de la bataille décisive », Conflits, no 13,‎ avril-mai-juin 2017, p. 35-36.
- (en) Samuel F. Scott, From Yorktown to Valmy : The Transformation of the French Army in an Age of Revolution, Niwot, University Press of Colorado, 1998, XIII-251 p. (ISBN 0-87081-504-0, présentation en ligne).
- (de) Arno Borst (de): Valmy 1792 – ein historisches Ereignis? In: Der Deutschunterricht, Jahrgang 26, Heft 6, Dezember 1974, S. 88–104
- (de) Curt Jany: Geschichte der Preußischen Armee vom 15. Jahrhundert bis 1914. Dritter Band 1763–1807. Zweite ergänzte Auflage, herausgegeben von Eberhard Jany. Biblio, Osnabrück 1967, S. 236–259
- Fabrice Delaître, Valmy, 20 septembre 1792, Editions Historic'One les Batailles Oubliées, https://historicone.com/products/valmy-20-septembre-1792

#### Littérature
- Léonce Bourliaguet, Les Canons de Valmy.
- Anne Villemin Sicherman, La femme rouge.